# Witalij Mielnikow
Witalij Mielnikow, ros. Виталий Викторович Мельников (ur. 20 marca 1990 w Woroneżu) – rosyjski pływak, specjalizujący się w stylu grzbietowym.

## Życiorys
W 2008 roku w Belgradzie zdobył brązowy medal mistrzostw Europy juniorów na 50 m stylem grzbietowym. 5 lat później został mistrzem Europy na krótkim basenie w Herning w sztafecie 4 × 50 m stylem zmiennym (wspólnie z Olegem Kostinem, Nikitą Konowałowem i Władimirem Morozowem) oraz w mieszanej sztafecie 4 × 50 m stylem zmiennym (wspólnie z Juliją Jefimową, Swietłaną Czimrową i Władimirem Morozowem), a także wywalczył srebro na 100 m grzbietem. Po wykryciu stosowania przez niego dopingu (EPO) odebrano mu medale wywalczone podczas tych zawodów. 1 kwietnia 2014 roku został zawieszony na dwa lata. Kontrola antydopingowa przeprowadzona 29 marca 2016 roku dała wynik pozytywny (hormon wzrostu) i Mielnikow został zawieszony na 8 lat.